# Luigi Cagni (allenatore)
Luigi Cagni, detto Gigi (Brescia, 14 giugno 1950), è un ex allenatore di calcio ed ex calciatore italiano, di ruolo difensore.
Avendo disputato 485 incontri, è il calciatore più presente nel campionato di Serie B.

## Biografia
Vive in Liguria da inizio anni 2000, prima a Genova Nervi e poi dal 2007 a Zoagli. A sessant’anni ha conseguito il brevetto da pilota.

## Caratteristiche tecniche

### Giocatore
Ha iniziato la carriera come terzino sinistro, spesso impiegato con compiti di marcatore puro anche a causa dei suoi limiti tecnici. Nelle ultime annate alla Sambenedettese ha arretrato il suo raggio d'azione nel ruolo di libero.

### Allenatore
Fautore del 4-3-3 e della zona mista (in cui era previsto l'impiego stabile di un libero), negli anni 1990 ha ripudiato apertamente il gioco a zona di stampo sacchiano, e per questo è stato tacciato di difensivismo. Predilige particolarmente il gioco sulle fasce finalizzato al cross, per sfruttare le caratteristiche di un centravanti forte nel gioco aereo e di sponda.

## Carriera

### Giocatore
Cresciuto alle giovanili del Brescia, vince con le Rondinelle il Campionato Primavera e il Campionato De Martino nel 1969. Col Brescia debutta in Serie A, il 25 gennaio 1970 opposto al Cagliari di Gigi Riva. In quella stagione gioca in tutto 8 gare, le uniche in massima serie; nelle otto annate successive disputa altrettanti campionati cadetti coi bresciani, sempre da terzino sinistro titolare. Nel 1978, a 28 anni, inizia ad accusare problemi fisici, e nel mercato di riparazione è ceduto alla Sambenedettese, dove ottiene la salvezza nella prima stagione e retrocede in Serie C1 nella seconda.

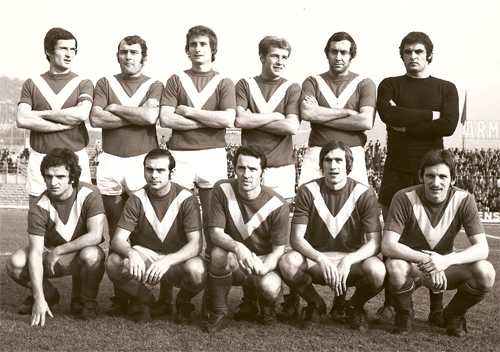
Cagni (accosciato, primo a destra) nel Brescia della stagione 1971-1972

Trentenne, Nedo Sonetti lo riconverte nel ruolo di libero, nel quale disputa i successivi sette campionati con la maglia rossoblu, diventando bandiera e capitano. Ottiene la promozione in Serie B nel campionato 1980-1981, e nella stagione successiva realizza un gol da oltre 35 metri a Marassi, contro la Sampdoria. Nel 1986, a seguito del secondo scandalo calcioscommesse, è squalificato 4 mesi per non aver denunciato chi aveva tentato di corromperlo. Nel 1987 lascia la Sambenedettese e il campionato cadetto, dopo 16 stagioni e 483 presenze (record per la categoria), per chiudere la carriera a 38 anni, con una breve tappa nell'Ospitaletto, conclusa all'ultimo posto in classifica con retrocessione in Serie C2.

### Allenatore
Inizia tornando al Brescia, di cui allena la Primavera nel 1988. L'anno successivo è alla guida della Centese in Serie C2 centrando il quarto posto e nel 1990 inizia l'esperienza al Piacenza, in Serie C1. Resta nella città emiliana per sei anni, ottenendo immediatamente la promozione in Serie B e successivamente, nel 1993, la prima promozione in Serie A della storia del sodalizio piacentino. Dopo la retrocessione del 1994, ottiene la seconda promozione in massima serie vincendo il campionato di Serie B 1994-1995, e l'anno successivo, dopo essere stato corteggiato dal Napoli di Ferlaino e dall'Inter di Massimo Moratti, porta il Piacenza alla sua prima salvezza in Serie A.
Nel 1996 lascia il club emiliano per approdare al Verona, neopromosso in Serie A. La squadra finisce al penultimo posto in classifica retrocedendo in Serie B, e Cagni, inizialmente riconfermato, è esonerato nel corso del campionato 1997-1998 da Giambattista Pastorello, a causa di cattivi risultati ottenuti e col Verona in zona retrocessione. Nelle due annate successive subentra sulle panchine di Genoa e Salernitana, rimpiazzando rispettivamente (Giuseppe Pillon) e Adriano Cadregari. L'esperienza in Campania, conclusa col piazzamento di centroclassifica, è particolarmente travagliata: a marzo è esonerato a favore del rientrante Cadregari, ma una settimana dopo è richiamato alla guida della squadra.
Nel 2000, sempre in Serie B, è ingaggiato dalla Sampdoria: ottiene il quinto posto nella stagione 2000-2001, nell'annata successiva è esonerato e sostituito da Gianfranco Bellotto a inizio campionato. A febbraio 2003 torna a Piacenza in Serie A, sostituendo l'esonerato Andrea Agostinelli: retrocede in Serie B e rimane alla guida della squadra nel campionato cadetto, al termine del quale lascia l'incarico per contrasti con la dirigenza. Nel 2004-2005 affronta la negativa esperienza in Serie B a Catanzaro, subentrando all'esonerato Piero Braglia e dimettendosi pochi mesi dopo a seguito della sconfitta in casa con l'Ascoli (2-3), col Catanzaro in zona retrocessione al terz'ultimo posto in classifica; nel 2014 dichiarerà: «A Catanzaro ho vissuto l'esperienza calcistica più brutta della mia carriera». Nel gennaio 2006 è ingaggiato a campionato in corso dall'Empoli, in Serie A, portandolo alla qualificazione in Coppa UEFA nella stagione 2006-2007, in cui verrà eliminato al primo turno dei preliminari. A causa degli scarsi risultati (7 sconfitte, 4 pari, 2 vittorie tra cui una clamorosa a San Siro per 1-0 contro il Milan) e delle difficoltà della squadra a segnare (7 gol fatti e 19 subìti in 13 gare) e del penultimo posto in classifica a 10 punti, nella stagione 2007-2008 è esonerato a favore di Alberto Malesani per poi essere richiamato il 31 marzo 2008 con la squadra all'ultimo posto solitario in classifica con 26 punti. Malgrado una ripresa che vede la squadra ottenere 10 punti nelle ultime sette partite, all'ultima gara di campionato, arriva la retrocessione in Serie B nonostante l'affermazione contro il Livorno per 2-1 e per un'ora l'Empoli fosse virtualmente salvo.
Il 29 maggio 2008 firma col Parma, appena retrocesso in Serie B. Dopo aver ottenuto 6 punti nelle prime 6 gare, il 30 settembre 2008 è esonerato, con la squadra al 14º posto in classifica.. Il 23 maggio 2010, nel corso della trasmissione 90º minuto Serie B alla quale partecipa come opinionista, confida di essere stato contattato dalla nazionale panamense per ricoprire l'incarico di allenatore. Il 6 ottobre 2011 è chiamato in Serie B alla guida del Vicenza, dopo l'esonero di Silvio Baldini. Viene esonerato il 4 marzo 2012 dopo la sconfitta esterna per 3-0 col Varese; il 29 aprile 2012 è richiamato alla guida tecnica della squadra dopo la sconfitta interna per 0-1 con la Nocerina, a 5 gare da fine campionato, per tentare la salvezza della squadra. Ottiene 10 punti nelle ultime 5 gare portando il Vicenza ai play-out, dove, sconfitto dall'Empoli 3-2 nella gara di ritorno, retrocede in Lega Pro Prima Divisione; contestualmente alla retrocessione, rescinde il contratto coi berici.
Il 23 febbraio 2013 è chiamato dallo Spezia in Serie B per sostituire l'esonerato Gianluca Atzori, diventando il terzo tecnico dei liguri da inizio stagione. Esordisce sulla panchina degli aquilotti il 26 febbraio successivo, col pari sul campo della Reggina. L'11 maggio seguente conquista la salvezza matematica con la squadra ligure con una gara d'anticipo, pareggiando 1-1 sul campo del Padova. Chiude il campionato al 13º posto a 51 punti, non venendo riconfermato.
A due anni di distanza dall'ultima apparizione in panchina, a inizio stagione 2015-2016 è allenatore in seconda alla Sampdoria di Walter Zenga, suo ex compagno alla Sambenedettese dal 1980 al 1982. Il 2 settembre, dopo l'eliminazione in Europa League e le prime due giornate di campionato, è esonerato, probabilmente a causa del logoramento dei suoi rapporti con Zenga.
Dal 12 marzo 2017 è il nuovo allenatore del Brescia, squadra della sua città, sostituendo l'esonerato Cristian Brocchi. In dodici partite, ottiene quattro vittorie, sette pareggi e una sola sconfitta (1-3 contro la SPAL, poi vincitrice del campionato), centrando l'obiettivo della salvezza nella Serie B 2016-2017. Terminata la stagione sceglie però di non rimanere, volendo lasciare un bel ricordo alla piazza.

## Statistiche

### Statistiche da allenatore
In grassetto le competizioni vinte.
| Stagione            | Squadra          | Campionato       | Campionato | Campionato | Campionato | Campionato | Coppe nazionali | Coppe nazionali | Coppe nazionali | Coppe nazionali | Coppe nazionali | Coppe continentali | Coppe continentali | Coppe continentali | Coppe continentali | Coppe continentali | Altre coppe | Altre coppe | Altre coppe | Altre coppe | Altre coppe | Totale | Totale | Totale | Totale | % Vittorie | Piazzamento                   |
| Stagione            | Squadra          | Comp             | G          | V          | N          | P          | Comp            | G               | V               | N               | P               | Comp               | G                  | V                  | N                  | P                  | Comp        | G           | V           | N           | P           | G      | V      | N      | P      | %          | Piazzamento                   |
| ------------------- | ---------------- | ---------------- | ---------- | ---------- | ---------- | ---------- | --------------- | --------------- | --------------- | --------------- | --------------- | ------------------ | ------------------ | ------------------ | ------------------ | ------------------ | ----------- | ----------- | ----------- | ----------- | ----------- | ------ | ------ | ------ | ------ | ---------- | ----------------------------- |
| 1989-1990           | Centese          | C2               | 34         | 10         | 19         | 5          | CI-C            | 6               | 1               | 4               | 1               | -                  | -                  | -                  | -                  | -                  | -           | -           | -           | -           | -           | 40     | 11     | 23     | 6      | 27,50      | 4°                            |
| 1990-1991           | Piacenza         | C1               | 34         | 15         | 15         | 4          | CI-C            | 10              | 4               | 4               | 2               | -                  | -                  | -                  | -                  | -                  | -           | -           | -           | -           | -           | 44     | 19     | 19     | 6      | 43,18      | 1° (prom.)                    |
| 1991-1992           | Piacenza         | B                | 38         | 11         | 14         | 13         | CI              | 2               | 0               | 1               | 1               | -                  | -                  | -                  | -                  | -                  | -           | -           | -           | -           | -           | 40     | 11     | 15     | 14     | 27,50      | 11°                           |
| 1992-1993           | Piacenza         | B                | 38         | 17         | 14         | 7          | CI              | 1               | 0               | 1               | 0               | -                  | -                  | -                  | -                  | -                  | -           | -           | -           | -           | -           | 39     | 17     | 15     | 7      | 43,59      | 3° (prom.)                    |
| 1993-1994           | Piacenza         | A                | 34         | 8          | 14         | 12         | CI              | 6               | 2               | 2               | 2               | -                  | -                  | -                  | -                  | -                  | -           | -           | -           | -           | -           | 40     | 10     | 16     | 14     | 25,00      | 15° (retr.)                   |
| 1994-1995           | Piacenza         | B                | 38         | 19         | 14         | 5          | CI              | 5               | 2               | 1               | 2               | -                  | -                  | -                  | -                  | -                  | CAI         | 4           | 0           | 3           | 1           | 47     | 21     | 18     | 8      | 44,68      | 1° (prom.)                    |
| 1995-1996           | Piacenza         | A                | 34         | 9          | 10         | 15         | CI              | 1               | 0               | 1               | 0               | -                  | -                  | -                  | -                  | -                  | -           | -           | -           | -           | -           | 35     | 9      | 11     | 15     | 25,71      | 14°                           |
| 1996-1997           | Verona           | A                | 34         | 6          | 9          | 19         | CI              | 3               | 1               | 1               | 1               | -                  | -                  | -                  | -                  | -                  | -           | -           | -           | -           | -           | 37     | 7      | 10     | 20     | 18,92      | 17° (retr.)                   |
| 1997-mar. 1998      | Verona           | B                | 27         | 9          | 6          | 12         | CI              | 4               | 2               | 0               | 2               | -                  | -                  | -                  | -                  | -                  | -           | -           | -           | -           | -           | 31     | 11     | 6      | 14     | 35,48      | Eson.                         |
| Totale Verona       | Totale Verona    | Totale Verona    | 61         | 15         | 15         | 31         |                 | 7               | 3               | 1               | 3               |                    | -                  | -                  | -                  | -                  |             | -           | -           | -           | -           | 68     | 18     | 16     | 34     | 26,47      |                               |
| ott. 1998-1999      | Genoa            | B                | 34         | 9          | 16         | 9          | CI              | 0               | 0               | 0               | 0               | -                  | -                  | -                  | -                  | -                  | -           | -           | -           | -           | -           | 34     | 9      | 16     | 9      | 26,47      | Sub. 12°                      |
| ott. 1999-2000      | Salernitana      | B                | 32         | 13         | 9          | 10         | CI              | 0               | 0               | 0               | 0               | -                  | -                  | -                  | -                  | -                  | -           | -           | -           | -           | -           | 32     | 13     | 9      | 10     | 40,63      | Sub., Eson., Sub. 7°          |
| 2000-2001           | Sampdoria        | B                | 38         | 16         | 16         | 6          | CI              | 7               | 4               | 2               | 1               | -                  | -                  | -                  | -                  | -                  | -           | -           | -           | -           | -           | 45     | 20     | 18     | 7      | 44,44      | 6°                            |
| ago.-set. 2001      | Sampdoria        | B                | 4          | 0          | 1          | 3          | CI              | 3               | 2               | 0               | 1               | -                  | -                  | -                  | -                  | -                  | -           | -           | -           | -           | -           | 7      | 2      | 1      | 4      | 28,57      | Eson.                         |
| Totale Sampdoria    | Totale Sampdoria | Totale Sampdoria | 42         | 16         | 17         | 9          |                 | 10              | 6               | 2               | 2               |                    | -                  | -                  | -                  | -                  |             | -           | -           | -           | -           | 52     | 22     | 19     | 11     | 42,31      |                               |
| feb.-mag. 2003      | Piacenza         | A                | 15         | 5          | 2          | 8          | CI              | 0               | 0               | 0               | 0               | -                  | -                  | -                  | -                  | -                  | -           | -           | -           | -           | -           | 15     | 5      | 2      | 8      | 33,33      | Sub. 16° (retr.)              |
| 2003-2004           | Piacenza         | B                | 46         | 17         | 17         | 12         | CI              | 3               | 1               | 0               | 2               | -                  | -                  | -                  | -                  | -                  | -           | -           | -           | -           | -           | 49     | 18     | 17     | 14     | 36,73      | 8°                            |
| Totale Piacenza     | Totale Piacenza  | Totale Piacenza  | 277        | 101        | 100        | 76         |                 | 28              | 9               | 10              | 9               |                    | -                  | -                  | -                  | -                  |             | -           | -           | -           | -           | 305    | 110    | 110    | 85     | 36,07      |                               |
| ott. 2004-feb. 2005 | Catanzaro        | B                | 20         | 4          | 5          | 11         | CI              | 0               | 0               | 0               | 0               | -                  | -                  | -                  | -                  | -                  | -           | -           | -           | -           | -           | 20     | 4      | 5      | 11     | 20,00      | Sub., Eson.                   |
| gen.-mag. 2006      | Empoli           | A                | 18         | 8          | 2          | 8          | CI              | 0               | 0               | 0               | 0               | -                  | -                  | -                  | -                  | -                  | -           | -           | -           | -           | -           | 18     | 8      | 2      | 8      | 44,44      | Sub. 8°                       |
| 2006-2007           | Empoli           | A                | 38         | 14         | 12         | 12         | CI              | 4               | 2               | 0               | 2               | -                  | -                  | -                  | -                  | -                  | -           | -           | -           | -           | -           | 42     | 16     | 12     | 14     | 38,10      | 7°                            |
| 2007-2008           | Empoli           | A                | 20         | 5          | 5          | 10         | CI              | 0               | 0               | 0               | 0               | CU                 | 2                  | 1                  | 0                  | 1                  | -           | -           | -           | -           | -           | 22     | 6      | 5      | 11     | 27,27      | Eson., Sub., 18° (retr.)      |
| Totale Empoli       | Totale Empoli    | Totale Empoli    | 76         | 27         | 19         | 30         |                 | 4               | 2               | 0               | 2               |                    | 2                  | 1                  | 0                  | 1                  |             | -           | -           | -           | -           | 82     | 30     | 19     | 33     | 36,59      |                               |
| lug.-set. 2008      | Parma            | B                | 6          | 1          | 3          | 2          | CI              | 2               | 1               | 0               | 1               | -                  | -                  | -                  | -                  | -                  | -           | -           | -           | -           | -           | 8      | 2      | 3      | 3      | 25,00      | Eson.                         |
| ott. 2011-2012      | Vicenza          | B                | 26+2       | 9+0        | 9+1        | 8+1        | CI              | 0               | 0               | 0               | 0               | -                  | -                  | -                  | -                  | -                  | -           | -           | -           | -           | -           | 28     | 9      | 10     | 9      | 32,14      | Sub., Eson., Sub. 19° (retr.) |
| feb.-giu. 2013      | Spezia           | B                | 15         | 4          | 7          | 4          | CI              | 0               | 0               | 0               | 0               | -                  | -                  | -                  | -                  | -                  | -           | -           | -           | -           | -           | 15     | 4      | 7      | 4      | 26,67      | Sub. 13°                      |
| mar.-giu. 2017      | Brescia          | B                | 12         | 4          | 7          | 1          | CI              | 0               | 0               | 0               | 0               | -                  | -                  | -                  | -                  | -                  | -           | -           | -           | -           | -           | 12     | 4      | 7      | 1      | 33,33      | Sub. 14°                      |
| Totale carriera     | Totale carriera  | Totale carriera  | 637        | 213        | 227        | 197        |                 | 57              | 22              | 17              | 18              |                    | 2                  | 1                  | 0                  | 1                  |             | 4           | 0           | 3           | 1           | 700    | 236    | 247    | 217    | 33,71      |                               |

## Palmarès

### Giocatore
- Campionato Primavera: 1

Brescia: 1968-1969 (Serie B)
- Campionato De Martino: 1

Brescia: 1968-1969 (Serie B)

### Allenatore
- Campionato italiano Serie C1: 1

Piacenza: 1990-1991 (girone A)
- Campionato italiano di Serie B: 1

Piacenza: 1994-1995